# Rafael Ramírez (Chiapas)
Rafael Ramírez es una localidad del estado mexicano de Chiapas. Es parte del municipio de Las Margaritas.

## Toponimia
El nombre de la localidad rinde homenaje a Rafael Ramírez Castañeda, promotor de la educación rural en México.

## Demografía
| Gráfica de evolución demográfica |
|                                  |

| Censo | Población |
| ----- | --------- |
| 1940  | 224       |
| 1950  | 320       |
| 1960  | 396       |
| 1970  | 453       |
| 1980  | 480       |
| 1990  | 626       |
| 2000  | 843       |
| 2010  | 1 075     |
| 2020  | 1 185     |